# 塞普姆里
塞普姆里（法語：Sepmeries）是法国北部-加来海峡大区诺尔省的一个市镇，属于埃尔普河畔阿韦讷区西凯努瓦县。该市镇2009年时的人口为663人。

## 人口
塞普姆里人口变化图示
| 数据来源：INSEE |